# 1. Kanadisches Kabinett

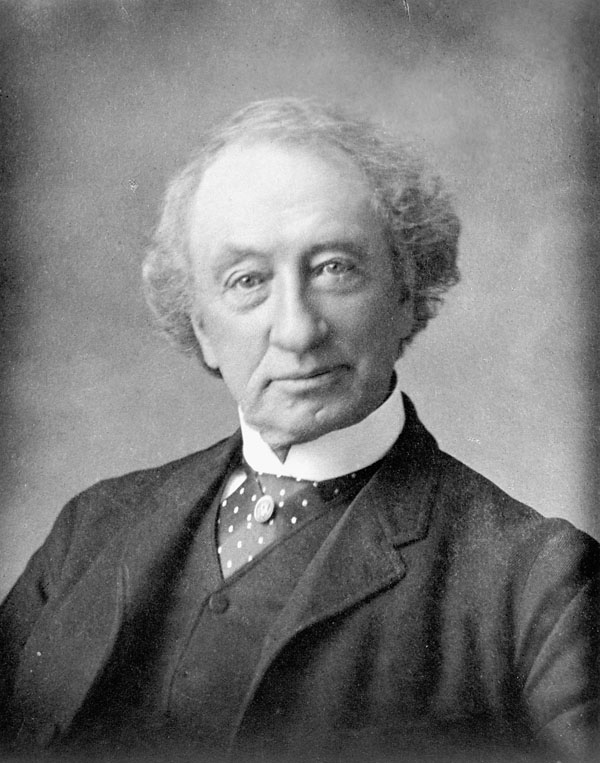
Sir John A. Macdonald (um 1875) - erster Premierminister von Kanada (1867–1873, 1878–1891)

Das 1. Kanadische Kabinett (engl. 1st Canadian Ministry, franz. 1er conseil des ministres du Canada) regierte Kanada vom 1. Juli 1867 bis zum 5. November 1873. Dieses von Premierminister John Macdonald angeführte Kabinett bestand aus Mitgliedern der Liberal-konservativen Partei und der Konservativen Partei. Macdonald war auch Premierminister im 3. Kabinett.

## Minister
| Amt                                                | Name | Zeitraum |
| -------------------------------------------------- | --- | --- |
| Premierminister                                    | John Macdonald | 1. Juli 1867 – 5. November 1873 |
| Staatssekretär für die Provinzen                   | Adams George Archibald vakant Joseph Howe James Cox Aikins (geschäftsführend) Thomas Nicholson Gibbs                              | 1. Juli 1867 – 30. April 1868 1. Mai 1868 – 15. November 1869 16. November 1869 – 6. Mai 1873 7. Mai 1873 – 13. Juni 1873 14. Juni 1873 – 30. Juni 1873 |
| Innenminister                                      | Alexander Campbell | 1. Juli 1873 – 5. November 1873 |
| Justizminister und Attorney General                | John Macdonald | 1. Juli 1867 – 5. November 1873 |
| Miliz- und Verteidigungsminister                   | George-Étienne Cartier Hector-Louis Langevin (geschäftsführend) Hugh McDonald vakant                                              | 1. Juli 1867 – 30. Mai 1873 21. Mai 1873 – 30. Juni 1873 1. Juli 1873 – 4. November 1873 5. November 1873 |
| Finanzminister                                     | Alexander Tilloch Galt vakant John Rose vakant Francis Hincks Samuel Leonard Tilley                                               | 1. Juli 1867 – 7. November 1867 8. November 1867 – 17. November 1867 18. November 1867 – 30. September 1869 1. Oktober 1869 – 8. Oktober 1869 9. Oktober 1869 – 21. Februar 1873 22. Februar 1873 – 5. November 1873                                                                           |
| Schatzmeister                                      | vakant Edward Kenny Jean-Charles Chapais Théodore Robitaille                                                                      | 1. Juli 1867 – 3. Juli 1867 4. Juli 1867 – 15. November 1869 16. November 1869 – 29. Januar 1873 30. Januar 1873 – 5. November 1873 |
| Minister für Inlandsteuern                         | William Pearce Howland Alexander Campbell (geschäftsführend) Alexander Morris Charles Tupper John O’Connor Thomas Nicholson Gibbs | 1. Juli 1867 – 14. Juli 1868 15. Juli 1868 – 15. November 1869 16. November 1869 – 1. Juli 1872 2. Juli 1872 – 3. März 1873 4. March 1873 – 30. Juni 1873 1. Juli 1873 – 5. November 1873 |
| Zollminister                                       | Samuel Leonard Tilley Charles Tupper                                                                                              | 1. Juli 1867 – 21. Februar 1873 22. Februar 1873 – 5. November 1873 |
| Seefahrt- und Fischereiminister                    | Peter Mitchell | 1. Juli 1867 – 5. November 1873 |
| Landwirtschaftsminister                            | Jean-Charles Chapais Christopher Dunkin John Henry Pope                                                                           | 1. Juli 1867 – 15. November 1869 16. November 1869 – 24. Oktober 1871 25. Oktober 1871 – 5. November 1873 |
| Postminister                                       | Alexander Campbell John O’Connor                                                                                                  | 1. Juli 1867 – 30. Juni 1873 1. Juli 1873 – 5. November 1873 |
| Minister für staatliche Bauvorhaben                | William McDougall vakant Hector-Louis Langevin (geschäftsführend) Hector-Louis Langevin                                           | 1. Juli 1867 – 27. September 1869 28. September 1869 29. September 1869 – 7. Dezember 1869 8. Dezember 1869 – 5. November 1873 |
| Staatssekretär für Kanada und Regierungskanzlist   | Hector-Louis Langevin James Cox Aikins                                                                                            | 1. Juli 1867 – 7. Dezember 1869 8. Dezember 1869 – 5. November 1873 |
| General-Superintendent für Indianerangelegenheiten | Hector-Louis Langevin Joseph Howe James Cox Aikins (geschäftsführend) Thomas Nicholson Gibbs Alexander Campbell                   | 22. Mai 1868 – 7. Dezember 1869 8. Dezember 1869 – 6. Mai 1873 7. Mai 1873 – 13. Juni 1873 14. Juni 1873 – 30. Juni 1873 1. Juli 1873 – 5. November 1873 |
| Präsident des Kronrates                            | Adam Johnston Fergusson Blair vakant Joseph Howe Edward Kenny Charles Tupper John O’Connor vakant Hugh McDonald vakant            | 1. Juli 1867 – 29. Dezember 1867 30. Dezember 1867 – 29. Januar 1869 30. Januar 1869 – 15. November 1869 16. November 1869 – 20. Juni 1870 21. Juni 1870 – 1. Juli 1872 2. Juli 1872 – 3. März 1873 4. März 1873 – 13. Juni 1873 14. Juni 1873 – 30. Juni 1873 1. Juli 1873 – 5. November 1873 |